# Małyga (stacja kolejowa)
Małyga (ros. Малыга, fiń. Malu) – stacja kolejowa w miejscowości Małyga, w rejonie miedwieżjegorskim, w Karelii, w Rosji. Położona jest na linii Wołchow - Murmańsk.